# Bin Yang
Bin Yang er professor ved Institut for Datalogi ved Aalborg Universitet. Hans forskningsområde er big data og kunstig intelligens. Han underviser i datalogi. 

## Uddannelse og karriere
Bin Yang modtog sin bachelor og kandidatgrad fra Northwestern Polytechnical University i Kina i henholdsvis 2004 og 2007 og hans Ph.d. fra Fudan University i Kina i 2010. Fra 2010-2011 arbejdede han ved Databases and Information Systems department ved Max-Planck-Institut für Informatik i Tyskland. Fra 2011-2014 var han ansat ved Institut for Datalogi ved Aarhus Universitet. Siden 2014 har han været ved ansat ved Aalborg Universitet. 

På nuværende tidspunkt arbejder han på en række forskellige projekter:
- Time Series Analytics and Spatio-temporal Data Management, finansieret af Huawei, 2020 - 2022.
- Light-AI for Cognitive Power Electronics, finansieret af Villum Synergy Programme, 2020 - 2022.
- Advance: A Data-Intensive Paradigm for Dynamic, Uncertain Networks, finansieret af Danmarks Frie Forskningsfond, 2019 - 2023.
- Algorithmic Foundations for Data-Intensive Routing, finansieret af Uddannelses- og Forskningsstyrelsen, 2019 - 2021.
- Astra: AnalyticS of Time seRies in spAtial networks, finansieret af Danmarks Frie Forskningsfond, 2018 - 2021.
- Distinguished Scholar, finansieret af Det Tekniske Fakultet for IT og Design, Aalborg Universitet, 2018 - 2021.

## Priser
Bin Yang har modtaget en række priser gennem sin karriere:
- Sapere Aude Research Leader, Danmarks Frie Forskningsfond, 2018.[3]
- Distinguished Scholar, Det Tekniske Fakultet for IT og Design, Aalborg Universitet, 2018.[4]
- Early Career Distinguished Lecturer, 20th IEEE International Conference on Mobile Data Management (MDM), 2019.[5]
- Distinguished Program Committee Member, 28th International Joint Conference on Artificial Intelligence (IJCAI), 2019[6]
- Best paper award at IEEE 14th International Conference on Mobile Data Management (MDM2013), Milan, Italy[7]
- Best demo award at IEEE 14th International Conference on Mobile Data Management (MDM2013), Milan, Italy[7]
- 2015 best paper in Pervasive and Embedded Computing, Shanghai Computer Academy[2]

## Udvalgte publikationer
- Sean Bin Yang, Chenjuan Guo, Jilin Hu, Jian Tang, and Bin Yang. Unsupervised Path Representation Learning with Curriculum Negative Sampling. IJCAI 2021.
- Razvan-Gabriel Cirstea, Tung Kieu, Chenjuan Guo, Bin Yang, and Sinno Jialin Pan. EnhanceNet: Plugin Neural Networks for Enhancing Correlated Time Series Forecasting. ICDE 2021.
- Sean Bin Yang, Chenjuan Guo, and Bin Yang. Context-Aware Path Ranking in Road Networks. TKDE 2021.
- Simon Aagaard Pedersen, Bin Yang, and Christian S. Jensen. Anytime Stochastic Routing with Hybrid Learning. PVLDB 13(9): 1555-1567 (2020).
- Tung Kieu, Bin Yang, Chenjuan Guo, and Christian S. Jensen. Outlier Detection for Time Series with Recurrent Autoencoder Ensembles. IJCAI 2019, 2725-2732.
- Jilin Hu, Chenjuan Guo, Bin Yang, and Christian S. Jensen. Stochastic Weight Completion for Road Networks using Graph Convolutional Networks. ICDE 2019, 1274-1285.
- Chenjuan Guo, Bin Yang, Jilin Hu, and Christian S. Jensen. Learning to Route with Sparse Trajectory Sets. ICDE 2018, 1073-1084.
- Bin Yang, Jian Dai, Chenjuan Guo, Christian S. Jensen, and Jilin Hu. PACE: A PAth-CEntric Paradigm For Stochastic Path Finding. The VLDB Journal 27(2): 153-178 (2018).
- Jian Dai, Bin Yang, Chenjuan Guo, and Zhiming Ding. Personalized Route Recommendation using Big Trajectory Data. ICDE 2015, 543-554, Seoul, Korea, April 2015.
- Bin Yang, Manohar Kaul, and Christian S. Jensen. Using Incomplete Information for Complete Weight Annotation of Road Networks. TKDE 26(5):1267-1279.
- Bin Yang, Chenjuan Guo, and Christian S. Jensen. Travel Cost Inference from Sparse, Spatio-Temporally Correlated Time Series Using Markov Models. PVLDB 6(9):769-780. VLDB 2013, Riva del Garda, Trento, Italy, August 2013.